# Самсонов, Андрей Валерьевич
Андрей Валерьевич Самсонов (8 мая 1975, Москва) — российский музыкант, композитор и саунд-продюсер.

## Биография
Андрей Самсонов родился в Москве в семье математиков. Окончив Московскую музыкальную школу им. Гнесиных по классу кларнета у Мозговенко Ивана Понтилеевича, Андрей по приглашению Королевского музыкального колледжа, переехал в Лондон, где, будучи стипендиатом Королевы Елизаветы (Королевы матери) и всемирно известной ювелирной компании De Beers закончил основной курс и аспирантуру.
Впоследствии работал со звукозаписывающей компанией Mute Records, сотрудничал с Marc Almond, Blixa Bargeld, Nick Cave, Laibach, экспериментаторами John Wall, Paul Schutze, Addie Brik и Kumo. В 1997 году записал собственный дебютный альбом «Void In», изданный упомянутым выше лейблом
По возвращении в Россию стал одним из самых востребованных саунд-продюсеров в стране и работал над звуком более 100 российских альбомов. Работал с такими артистами, как Вячеслав Бутусов, Пикник, Сергей Бобунец. Animal Джаз, Ассаи, Alai Oli, Алла Баянова, Людмила Зыкина и многими другими
Автор музыки к спектаклям и кино. В 2009 году стал лауреатом XX кинофестиваля «КИНОТАВР» — приз «за лучшую музыку к фильму» им. М. Таривердиева и номинировался премию НИКА — как композитор и продюсер саундтрека за фильм «Кислород». 23 Мая 2019 года на сцене театра Современник состоялась премьера спектакля «НЭНСИ» Stand Up про Мюзикл. 25 Января 2020 состоялась премьера спектакля «Голубой Щенок» в театре Табакерка. В 2020 и 2022 году композитор и саунд-дизайнер двух телеспектаклей "UFO" и "Мир Красивых Бабочек" на платформе "ОККО". 2022, 2023,2024 музыкальный продюсер фестиваля "Сам Фест", город Самара. 2021- 2024 музыкальный продюсер фестиваля "Рок над Амуром", город Хабаровск. 2022 - 2024 автор идеи, художественный руководитель и композитор фестиваля "Арсеньев Live", город Хабаровск. 

## Дискография

### Сольные альбомы
- Void In (1997)
- Pre-Dawn poetry of Ancient China (1999)
- Chronicles (1999)
- Halo 8 (2001)
- Laska Omnia (2003)
- Delhi Dance (2012)
- Incredible (2013)
- Celestial (2014)
- Saison Noir (2015)
- Illusions (2016)
- Nancy (2021)
- Арсеньев Лайв (2023)
- О Любви и о Родине (2024)
- Дорога на Восток (2024)

### Совместные альбомы
- Huun Huur Tu & Andrei Samsonov — Altay Sayan Tandy Uula — (2004) (альбом) — композитор, кларнет, клавиши, продюсирование, сведение
- Andrei Samsonov & Zikr — Premonitions of a Shooting Star — (2007) (альбом) — композитор, кларнет, клавиши, продюсирование, сведение, мастеринг
- Giora Feidman, Andrei Samsonov, Michael Degtyarev — Global Oasis — (2019) (альбом) — композитор, клавиши, продюсирование, сведение, мастеринг
- Andrei Samsonov, Евгения Сотникова, Barlama —Прилетай — (2022) (альбом) — композитор, клавиши, продюсирование, сведение, мастеринг
- Andrei Samsonov & Найк Борзов —Песок — (2022) (сингл) — композитор, клавиши, продюсирование, сведение, мастеринг
- Andrei Samsonov & Найк Борзов —Песок — (2025) (сингл) — композитор, клавиши, продюсирование, сведение, мастеринг
- Andrei Samsonov &TattooIN —Иллюзия — (2025) (EP) — композитор, клавиши, продюсирование, сведение, мастеринг

### Фильмография
- The Lost Boys (Потерянные) (2002) — режиссёр Clive Gordon (Клайв Гордон)
- Индия в реальном времени (2003) — режиссёр Сергей Дебижев
- Geldof in Africa (Гелдоф в Африке) (2005) — режиссёр John Maguire (Джон Магвайр)
- Кислород (2008) — режиссёр Иван Вырыпаев
- Доброволец (сериал, 2009) — режиссёр Эдуард Бояков
- Сквот (сериал, 2011) — режиссёр Денис Елеонский
- Танец Дели (2012) — режиссёр Иван Вырыпаев
- Последняя сказка Риты (2012) (сведение) — режиссёр Рената Литвинова
- Услышать море (2014) — режиссёр Денис Елеонский
- Дубровский (2014) OST (официальное видео к фильму «Дубровский») — режиссёр Сергей Осипьян
- Драгоценность (2015) — режиссёр Тимофей Жалнин
- Спасение (2015) — режиссёр Иван Вырыпаев
- Герои Мирового Рока (2020) — 4 документальных фильма. ACCEPT. WITHIN TEMPTATION. ROYAL HUNT. HUMMERFALL
- UFO (2020) — Режиссёр Иван Вырыпаев, Геннадий Вырыпаев — ТВ «ОККО»
- Мир красивых бабочек (2021) — Режиссёр Иван Вырыпаев — ТВ «ОККО»
- Я на перемотке (2022) — Режиссёр Никита Владимиров

### Театральные постановки
- Кто боится Вирджинии Вулф? (2015) — Режиссёр Enikõ Eszenyi (Эникё Эсени) — Театр им. В. Ф. Комиссаржевской
- Иллюзии (2016) — Режиссёр Wojtek Urbanski (Войтек Урбаньский) — Антерпиза Никиты Владимирова
- Площадь Урицкого (2018) (в постановке) — Режиссёр Wojtek Urbanski (Войтек Урбаньский) — Театр БДТ
- Ненси (2019) — Режиссёр Иван Вырыпаев — Театр «Современник»
- Голубой Щенок (2020) — Режиссёр Никита Владимиров — Театр Табакерка
- UFO (2020) — Режиссёр Иван Вырыпаев, Геннадий Вырыпаев — Театр «ОККО»
- Мир красивых бабочек (2021) — Режиссёр Иван Вырыпаев — Театр «ОККО»

### Сотрудничество с артистами — (в алфавитном порядке А-Я)
- 2ва Самолёта & Саша Лушин — Мальчики И Девочки (2003) (песня) — продюсирование, сведение, мастеринг
- 4ехов — The Best (альбом) — клавиши, продюсирование, сведение
- Аквариум — Скорбец (1999) (EP) — клавиши, продюсирование, сведение
- Аквариум — Ψ (1999) (альбом) — клавиши, продюсирование, сведение
- Аквариум — Сестра Хаос (2002) (альбом) — клавиши, продюсирование, сведение
- Аквариум — Хавай Меня Хавай (2013) (EP) — клавиши, продюсирование, сведение
- Алиса — Ком С Горы (2003) (песня) — сведение, мастеринг
- АлоэВера — Каждую Мою Весну (2012) (альбом) — клавиши, продюсирование, сведение, мастеринг
- Ассаи — Лифт EP (2010) — (EP) — продюсирование, сведение, мастеринг
- Ассаи — Силуэт (2010) feat. Maestro A-Cid (песня)— продюсирование, сведение, мастеринг
- Ассаи — ОМ (2011)  (альбом) — клавиши, продюсирование, сведение, мастеринг
- АК Троицкий — Я Подарил Тебе Весну (2003) (песня) — клавиши, продюсирование, сведение, мастеринг
- Аффинаж — Можешь лететь — (2017) — сопродюсирование, мастеринг
- Бахыт-Компот Урки правят миром (1996) (альбом) — кларнет
- Братья Грим — Хай Пипл / Амстердам (2006) (EP) — клавиши, продюсирование, сведение
- Братья Карамазовы — Dobрыхdорог. В Мире Животных. Часть II  (альбом) — клавиши, сопродюсирование, сведение
- Буч (Butch) — Факел (2005) (альбом) — клавиши, бэк-вокал, продюсирование, сведение, мастеринг
- Бутусов Вячеслав & Laska Omnia — Благодарный Мертвец — (2003) (песня) — клавиши, продюсирование, сведение, мастеринг
- Бутусов Вячеслав — НАУ 35 (2017) (альбом) (концертная программа) (аранжировка) — клавиши, продюсирование
- Гребенщиков Борис — Матросская Тишина (2003) (песня) — клавиши, продюсирование, сведение, мастеринг
- Гордон Катя — Любовь и свобода (2010) (альбом) — клавиши, продюсирование, сведение, мастеринг
- Да, Леся - Детство давно прошло (2023) (EP) — клавиши, продюсирование, сведение, мастеринг
- Двадцать - Двадцать (2022) (EP) — клавиши, продюсирование, сведение, мастеринг
- Двадцать - Романтика (2022) (EP) — композитор,клавиши, продюсирование, сведение, мастеринг
- ДДТ Ignatius Song (Это Твоя Родина, Сынок) (2003) (песня) — сведение, мастеринг
- Джани Радари — Санта не знает (2006) (песня) — клавиши, сопродюсирование, сведение
- Дмитрий Дибров & Группа Антропология — Змеи (2003) (песня) — сведение, мастеринг
- Дао Dao — Бунтарь (2016) (EP) — клавиши, продюсирование, сведение, мастеринг
- Децл — Здесь и сейчас (2010) (альбом) — мастеринг
- Ёк макарёк — Здравствуй, родина моя (2015) (альбом) — мастеринг
- Ёк макарёк — Волхов — (2017) (альбом) — сопродюсирование, мастеринг
- Земфира — Четырнадцать недель тишины (2002) (альбом) — клавиши, сопродюсирование, сведение
- Земфира — Дождь (OST «Последняя сказка Риты») (2012) (песня) — клавиши, сопродюсирование, сведение
- Земфира — Жить в твоей голове (2013) (альбом) — клавиши, сопродюсирование, сведение, мастеринг
- Катя Иванчикова (IOWA) Пузырьки  (песня) — (2017) — сопродюсирование, мастеринг
- Колибри — Крюкообразность (Samsonik Mix) (2003) (песня) — клавиши, продюсирование, сведение, мастеринг
- Кортнев Алексей — Давид - (2017) — сопродюсирование, мастеринг
- Крематорий — Ты — Ветер (2003) (песня) — сведение, мастеринг
- Ленинград — Холодное Пиво (2003) (песня) — сведение, мастеринг
- Мультфильмы — МультFильмы (2000) (альбом) — клавиши, продюсирование, сведение, мастеринг
- Мультфильмы — StereoСигнал (2000) (альбом) — клавиши, продюсирование, сведение, мастеринг
- Мультфильмы — Музыка звезд и арктических станций (2003) (альбом) — клавиши, продюсирование, сведение, мастеринг
- Мультфильмы — Дивные Дуеты (2006) (альбом) — клавиши, продюсирование, сведение, мастеринг
- Мультфильмы — Либо Ф либо А  (2023) (альбом) — музыка, клавиши, продюсирование, сведение, мастеринг
- Мумий Троль — Моя Певица (2000) (ремикс) — клавиши, продюсирование, сведение
- Мураками feat. Андрей Самсонов — Шаг вдох — (2017) — сопродюсирование, сведение, мастеринг
- Нас Нет — Единица (2014) (альбом) — клавиши, продюсирование, сведение, мастеринг
- Озоновый Слой - Всё нормально - (2024) - (песня) — клавиши, продюсирование, сведение, мастеринг
- Озоновый Слой - Я Живой - (2023) - (EP) — клавиши, продюсирование, сведение, мастеринг
- Пикник — Азбука Морзе (2013) (песня) — продюсирование, сведение, мастеринг
- Пилар — Ломо (2012) (песня) — продюсирование, сведение
- Пилар — Семга (2012) (песня) — продюсирование, сведение
- Пилот — Ч/Б (2006) (альбом) — клавиши, продюсирование, сведение, мастеринг
- Рекорд Оркестр — Ответ нет — (2017) — сопродюсирование, мастеринг
- Роман Заяц — Кусай губы в кровь (2007) — клавиши, продюсирование, сведение, мастеринг
- Романов Дюша & Андрей Самсонов — Мой Самолёт (2003) (песня) — клавиши, продюсирование, сведение, мастеринг
- Романов Дюша — Песня о Трилистнике — (2000) (альбом) — мастеринг
- Ромео Должен Умереть — Ромео Должен Умереть (2008) (альбом) — клавиши, продюсирование, сведение, мастеринг
- Ромео Должен Умереть — 2 (20010) (альбом) — клавиши, продюсирование, сведение, мастеринг
- Савелiчъ Бэнд - О том о сём (2024) - (EP) — клавиши, продюсирование, сведение, мастеринг
- Северный Флот — Стрелы (2013) (песня) — клавиши, продюсирование, сведение, мастеринг
- Северный Флот — Вперед и вверх (2014) (песня) — клавиши, продюсирование, сведение, мастеринг
- Сплин — Невский Проспект (2003) (песня) — сведение, мастеринг
- Сплин — Остаемся Зимовать (2001) (песня) — сведение, мастеринг
- Смысловые галлюцинации — Вечность встанет с нами рядом (2014) (песня) - клавиши, продюсирование, сведение, мастеринг
- Смысловые галлюцинации — Мысленный волк (2014) (песня) - клавиши, продюсирование, сведение, мастеринг
- Сурганова и оркестр — Соль (2007) (альбом) — клавиши, продюсирование
- Суворова Даша — Разноцветные лосины (2015) (EP) — клавиши, продюсирование, сведение, мастеринг
- Суворова Даша — Спички (2015) (песня) — клавиши, продюсирование, сведение, мастеринг
- Терем — Квартет — 2000й концерт (2004)  (альбом) — запись, сведение, мастеринг
- Фрукты — Каблуки — (2017)
- Фруктовый Кефир — Полина (2006) (песня) — сведение, мастеринг
- Хаки — Тайна (2009) (песня) — клавиши, продюсирование, сведение, мастеринг
- ЮНОСТЬ - Мой Космос (2024) (альбом) - сопродюсирование, мастеринг

### Сотрудничество с артистами — (в алфавитном порядке A-Z)
- 23 — Как дым — (2017)
- Alai Oli — Satta Massagana (2011) (альбом) — клавиши, продюсирование, сведение, мастеринг
- Alai Oli — Три полоски — (2017) — сопродюсирование, мастеринг
- Almond Marc — Heart on Snow (2003) (альбом) — кларнет, клавиши, бэк-вокал, продюсирование, сведение, мастеринг
- Almond Marc — The Sun Will Rise (2005) (песня) — клавиши, продюсирование, сведение, мастеринг
- Almond Marc — Stranger Things (2010) (переиздание) — (альбом) — клавиши, бэк-вокал, продюсирование, сведение
- Almond Marc & Laska Omnia- Trials Of Eyeliner (The Best of) — The Guilt Of My Secret (2016) (песня) — клавиши, продюсирование, сведение, мастеринг
- Almond Marc & Laska Omnia- Trials Of Eyeliner (The Best of) — Passion and Pain (2016) (песня) — клавиши, продюсирование, сведение, мастеринг
- Almond Marc — Black Raven (2021) (single) — клавиши, кларнет, продюсирование, сведение, мастеринг
- Amatory — Думать дважды — (2017) — сопродюсирование, мастеринг
- Anacondaz — Двое — (2017) — сопродюсирование, мастеринг
- Animal ДжаZ — Эгоист (2009) (альбом) — клавиши, продюсирование, сведение, мастеринг
- Animal ДжаZ — Живи (2012)(песня) — клавиши, продюсирование, сведение, мастеринг
- Animal ДжаZ — Здесь и Сейчас (2014) (EP) — клавиши, продюсирование, сведение, мастеринг
- Animal ДжаZ — Дыши (2014)(EP) — клавиши, продюсирование, сведение, мастеринг
- Animal ДжаZ — Время Любить (2019) (альбом) — мастеринг
- Cazimir Liske — As Is (2019) — клавиши, продюсирование, сведение, мастеринг
- FАКТЫ — Этика (2001) (альбом) — клавиши, продюсирование, сведение, мастеринг
- GHIIA — The Sea (2016) (EP) — кларнет, клавиши, продюсирование, сведение, мастеринг
- Laibach — Jesus Christ Superstars — To the New Light (1996) (песня) — кларнет
- Lesa FS - Детство давно прошло - (2023) - (EP) — клавиши, продюсирование, сведение, мастеринг
- Lurmish — Двойной ценой — (2017) — сопродюсирование, мастеринг
- Mezzamo — Souvenir — (2011) (альбом) — мастеринг
- Mischouk Vladimir — Clare de lune -(2003) — (альбом) — запись, сведение, мастеринг
- Miusha — Strings Theory (2008) (альбом) — клавиши, продюсирование, сведение
- Pravada — Шаг вдох — (2017) — сопродюсирование, мастеринг
- Rastrelli Cello Quartet — Rastrelli Cello Quartet (2003) (альбом) — продюсирование, сведение, мастеринг
- Rastrelli Cello Quartet — Cello in Classic (2006) (альбом) — продюсирование, сведение, мастеринг
- Rastrelli Cello Quartet — Cello in Buenos Aires (2008) (альбом) — продюсирование, сведение, мастеринг
- Rastrelli Cello Quartet — Cello in Sentimental Mood (2011) (альбом) — продюсирование, сведение, мастеринг
- Rastrelli Cello Quartet — Volume 5.1/2 (2010) (альбом) — продюсирование, сведение, мастеринг
- Rastrelli Cello Quartet — Cello in Jazz (2013) (альбом) — продюсирование, сведение, мастеринг
- Selfieman — Время выбирать — (2017) — сопродюсирование, мастеринг
- Tequilajazzz — Депеша для Depeche Mode — Condemnation (1999) (песня) — кларнет, клавиши, продюсирование, сведение
- Tequilajazzz — Ветры Лестниц (1999) (песня) — продюсирование, сведение
- Tequilajazzz — Молоко (1999) (альбом) — клавиши, сведение, мастеринг
- Uma2rman — Скажи (samsonik Bossa mix) -  (2005) (песня) — клавиши, продюсирование, сведение
- Uma2rman — Птица Счастья (samsonik mix) - (2005) (песня) — клавиши, продюсирование, сведение
- White Gold — White Gold (2010) (EP) — клавиши, продюсирование, сведение, мастеринг
- White Ink feat. Сергей Бобунец — (2017) — сопродюсирование, мастеринг
- Yana Blinder — Двое (2017) — сопродюсирование, мастеринг
- Yogo-Yogo — I’m not Gay 1 (2007) (EP) — клавиши, продюсирование, сведение, мастеринг
- Yogo-Yogo — I’m not Gay 2 (2007) (EP) — клавиши, продюсирование, сведение, мастеринг